# Müggelsee
Il Müggelsee è il lago più grande situato interamente nel territorio della città di Berlino; si trova nella parte sud-est della metropoli e fa parte del distretto di Treptow-Köpenick.
Le colline Müggelberge alla sua riva meridionale sono, con 114,7 m s.l.m. - ovvero poco meno di 85 metri sul livello del lago - le elevazioni naturali più alte a Berlino.
L'acqua del lago viene usata per la fornitura di acqua potabile per i quartieri limitrofi.
Tra le ipotesi sull'origine del nome del lago è più accreditata quella che lo riconduce alla radice indoeuropea migh- o mighla = nebbia, nuvola.
Traggono nome dal lago anche il vicino quartiere di Müggelheim e la torre panoramica  Müggelturm.

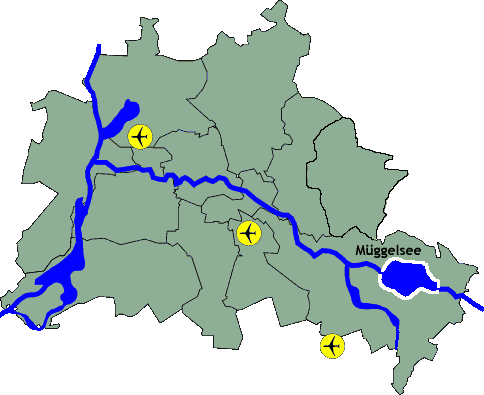
La posizione del Müggelsee nel territorio comunale